# ヒヨクソウ
ヒヨクソウ（比翼草、学名：Veronica laxa）は、オオバコ科クワガタソウ属の多年草。
従来の分類体系である新エングラー体系、クロンキスト体系では、クワガタソウ属はゴマノハグサ科に含められていた。

## 特徴
地下茎は短く這う。茎は数本が直立または斜上し、細く、高さは25-70cmになり、軟毛がやや密に生える。葉は対生し、葉柄は短いかまたはほとんど無く、葉身は卵形で長さ2-4.5cm、幅1-3cm、先端はとがり、縁は粗く不規則な重鋸歯があり、基部は円い。葉の両面に軟毛が密に生える。茎の上部の葉は大きく、下部のものは小さくなる。
花期は6-7月。茎の上部の葉腋から長さ5-20cmになる細い総状花序を出し、上部が開いたU字型に対生して、多くの花をつける。花柄は長さ2-3mmになり、軟毛が密に生える。花柄の下に苞葉があり、線状披針形で花柄と同じ長さか、少し長い。萼は長さ3-6mmで深く4裂し、萼裂片は狭卵形でややとがる。花冠は径6-8mmで皿形になり、深く4裂し、淡紅紫色または淡青紫色になる。雄蕊は2個あり花冠と同じ長さ。雌蕊は1個あり、花柱は長さ2-3mmにる。果実は蒴果となり、倒心形で平たく、長さ約3mm、幅4mmで、先端はへこみ、縁に毛が生える。果実は萼片より少し短い。

## 分布と生育環境
日本では、北海道西南部、本州、四国に分布し、山地の日当たりの良い草地に生育する。世界では、中国大陸、パキスタン、インド、ヒマラヤに分布する。

## 名前の由来
和名ヒヨクソウは「比翼草」の意で、細長い花序が対になって出ているようすによる。古くからある名前で、1856年（安政3年）に出版された飯沼慾斎の『草木図説』前編20巻中第1巻の「ヒヨクサウ」には、「其葉腋枝ヲ出シ。両々相對乄（して）長クヒロガルヲ以テ。ヒヨクサウノ名ヲ得」とある。
種小名（種形容語）laxa は、「まばらな」「開いた」「怠惰な」の意味。

## 種の保全状況評価
国（環境省）のレッドデータブック、レッドリストの選定はない。都道府県のレッドデータ、レッドリストの選定状況は次の通り。
岩手県-Cランク、宮城県-準絶滅危惧(NT)、秋田県-絶滅危惧種Ⅱ類(VU)、山形県-絶滅危惧IA類(CR)、栃木県-絶滅危惧Ⅱ類（Bランク）、新潟県-絶滅危惧種Ⅱ類(VU)、石川県-準絶滅危惧(NT)、福井県-要注目、長野県-準絶滅危惧(NT)、静岡県-要注目種：現状不明(N-I)、愛知県-絶滅危惧IB類(EN)、京都府-準絶滅危惧種、兵庫県- Cランク、奈良県-希少種、岡山県-情報不足

## ギャラリー

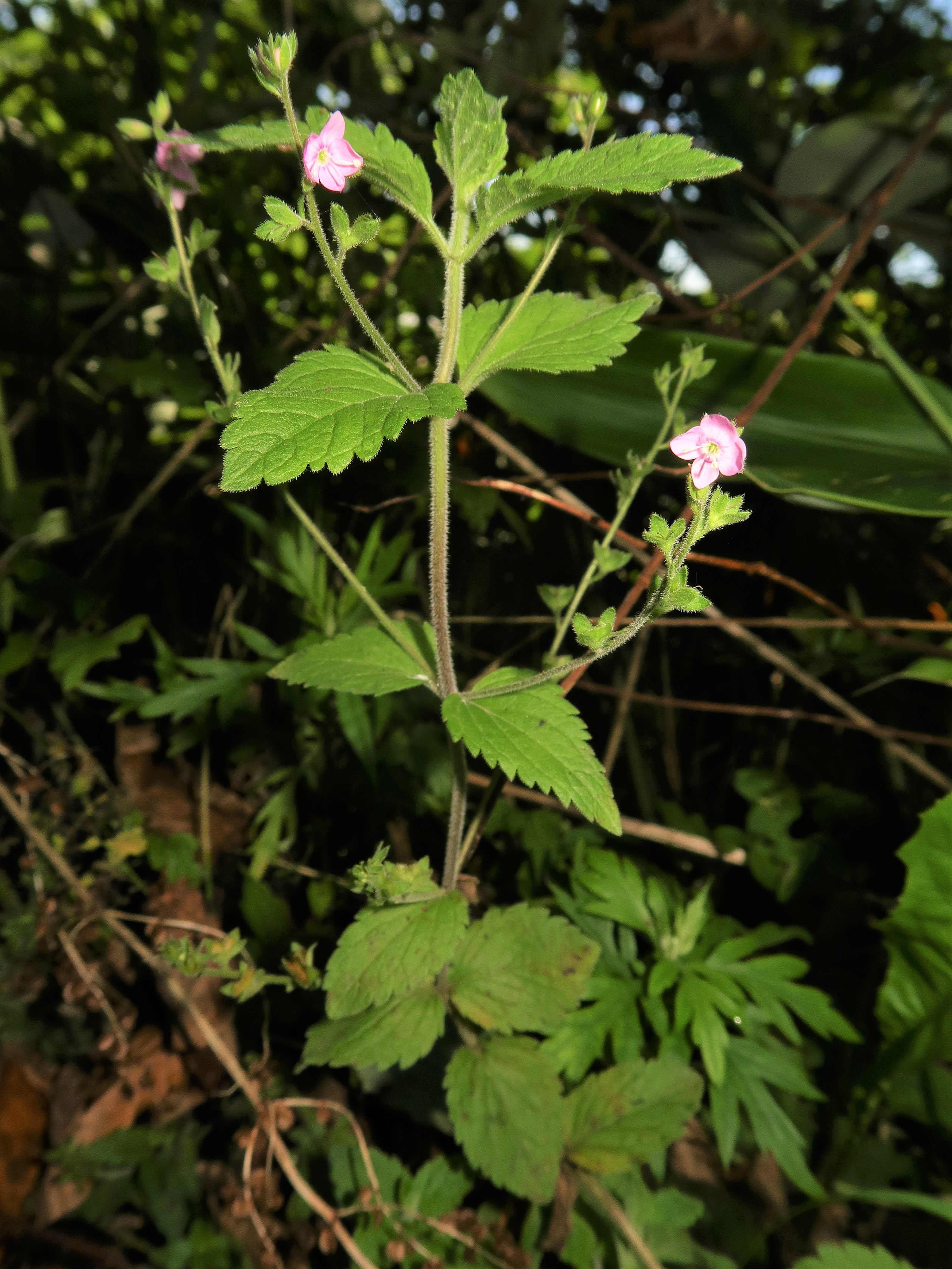
茎の上部の葉腋から細い総状花序を出し、上部が開いたU字型に対生して、多くの花をつける。
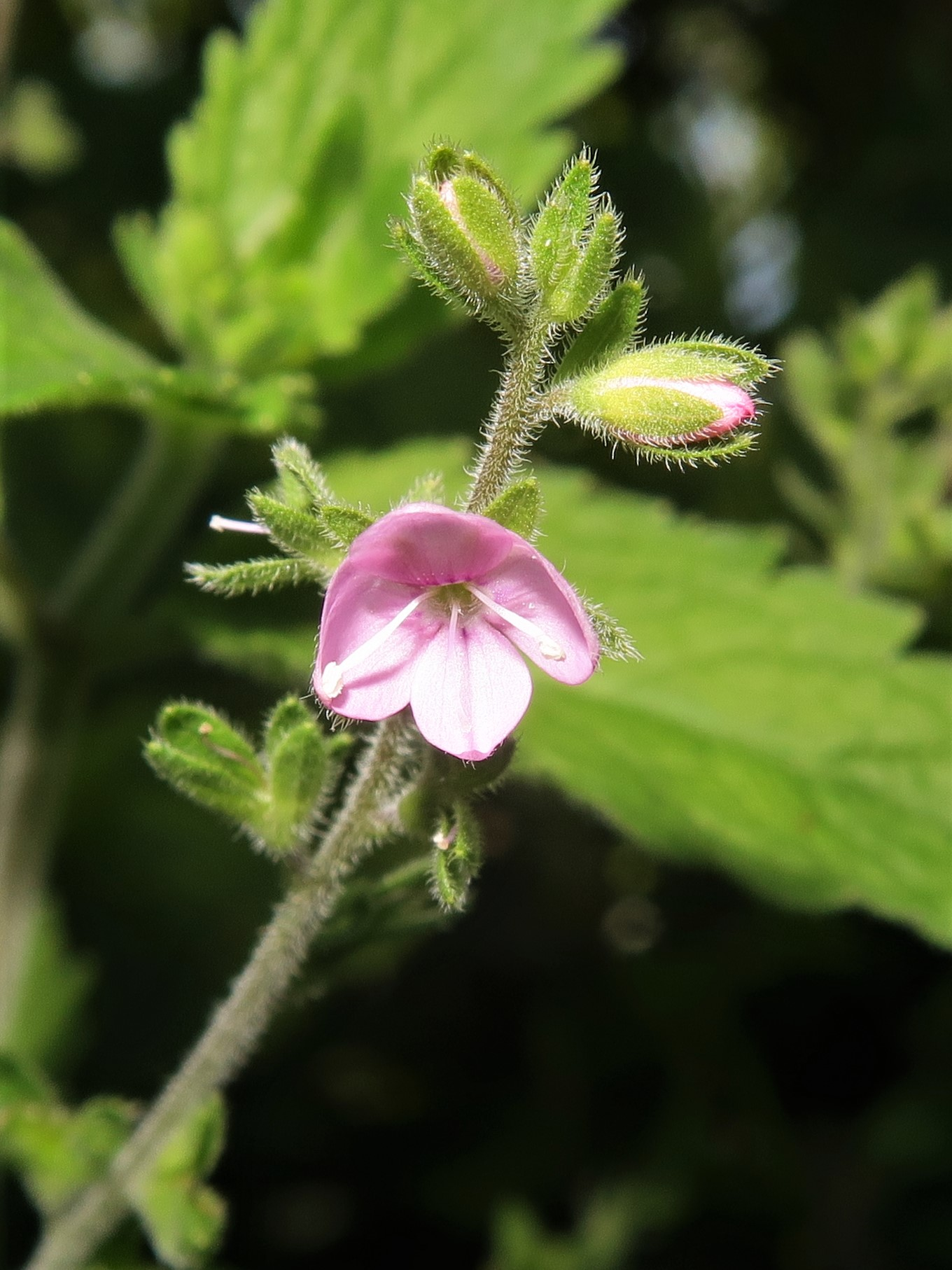
花冠は皿形になり、深く4裂し、淡紅紫色になる。
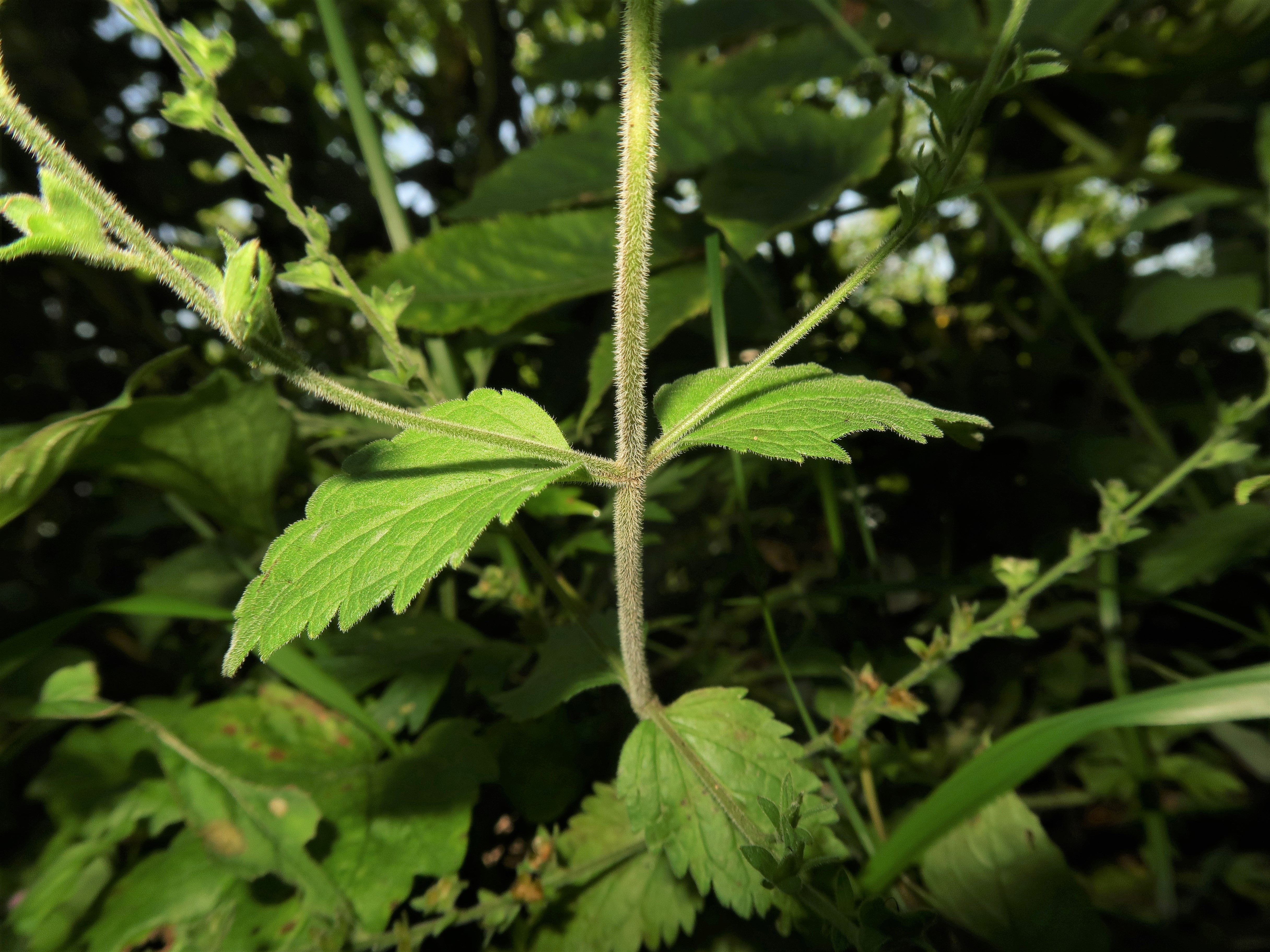
茎は細く、軟毛がやや密に生える。葉は対生し、葉柄は短いかまたはほとんど無い。葉の両面に軟毛が密に生える。
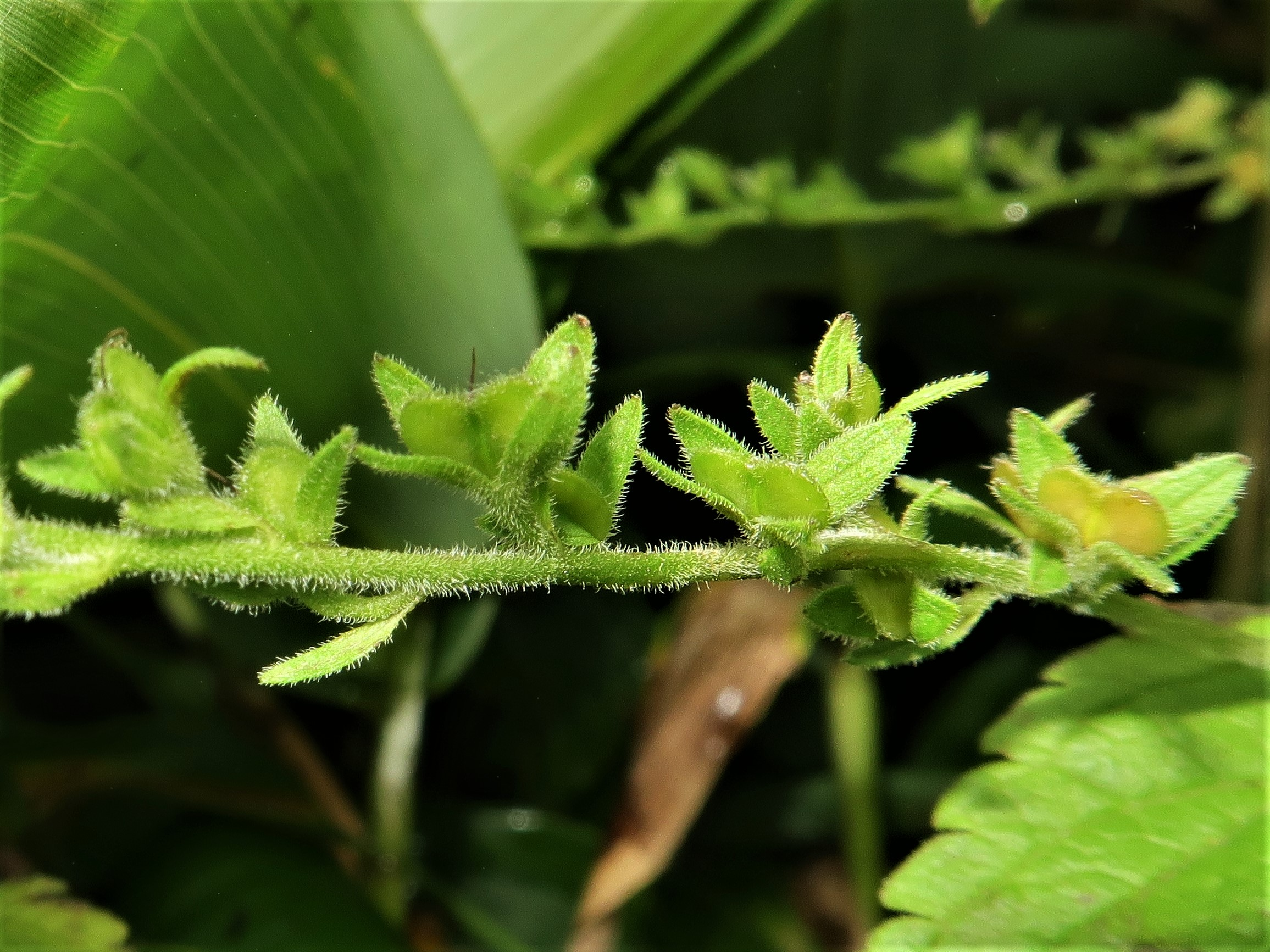
果実は蒴果となり、倒心形で平たく、先端はへこみ、縁に毛が生え、萼片より少し短い。

## カラフトヒヨクソウ
類似の種に、ユーラシア大陸（ヨーロッパからシベリア、サハリン）原産の帰化植物であるカラフトヒヨクソウ Veronica chamaedrys L. (1753)がある。日本では、1976年に三重県四日市港で見いだされ、北海道にも帰化している。世界では北アメリカ、オーストラリアなどにも帰化している。しばしば観賞用に栽培される。
荒れ地に生える多年草で、茎は地を這って広がり、高さは15-30cmになる。茎は細く、2列に並んだ上向きの軟毛が生える。葉は対生し、葉身は卵形から三角形で長さ1.5-3cm、幅1-2cmになり、先端は鈍いかややとがり、縁に粗い鋸歯があり、基部は切形となってやや茎を抱く。葉の表面は無毛で、裏面の葉脈上と縁に毛が生える。花期は6-8月。茎の上部の葉腋から長さ5-15cmになる総状花序を伸ばして、まばらに花をつける。萼は基部まで深く4裂し、萼裂片は線形でややとがり、長さ3-5mm、軟毛が生える。花冠は径約10mmで皿形になり、深く4裂し、淡青紫色になる。果実は蒴果となり、倒心形で平たく、長さ約4mm、幅約5mmで、萼片に包まれる。種子は多数あり、ほぼ球形になる。

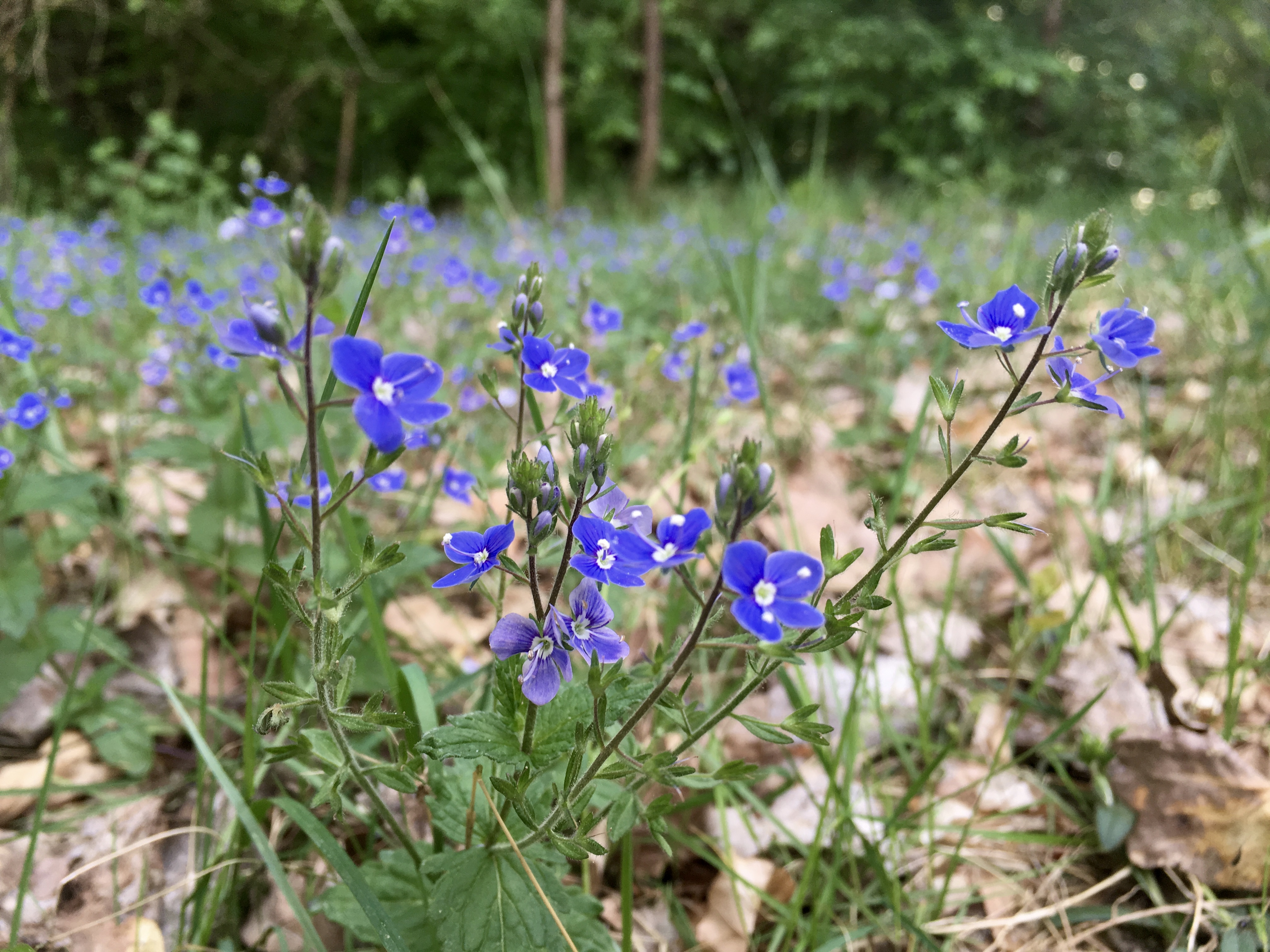
ドイツ、ベルリン 2012年5月下旬
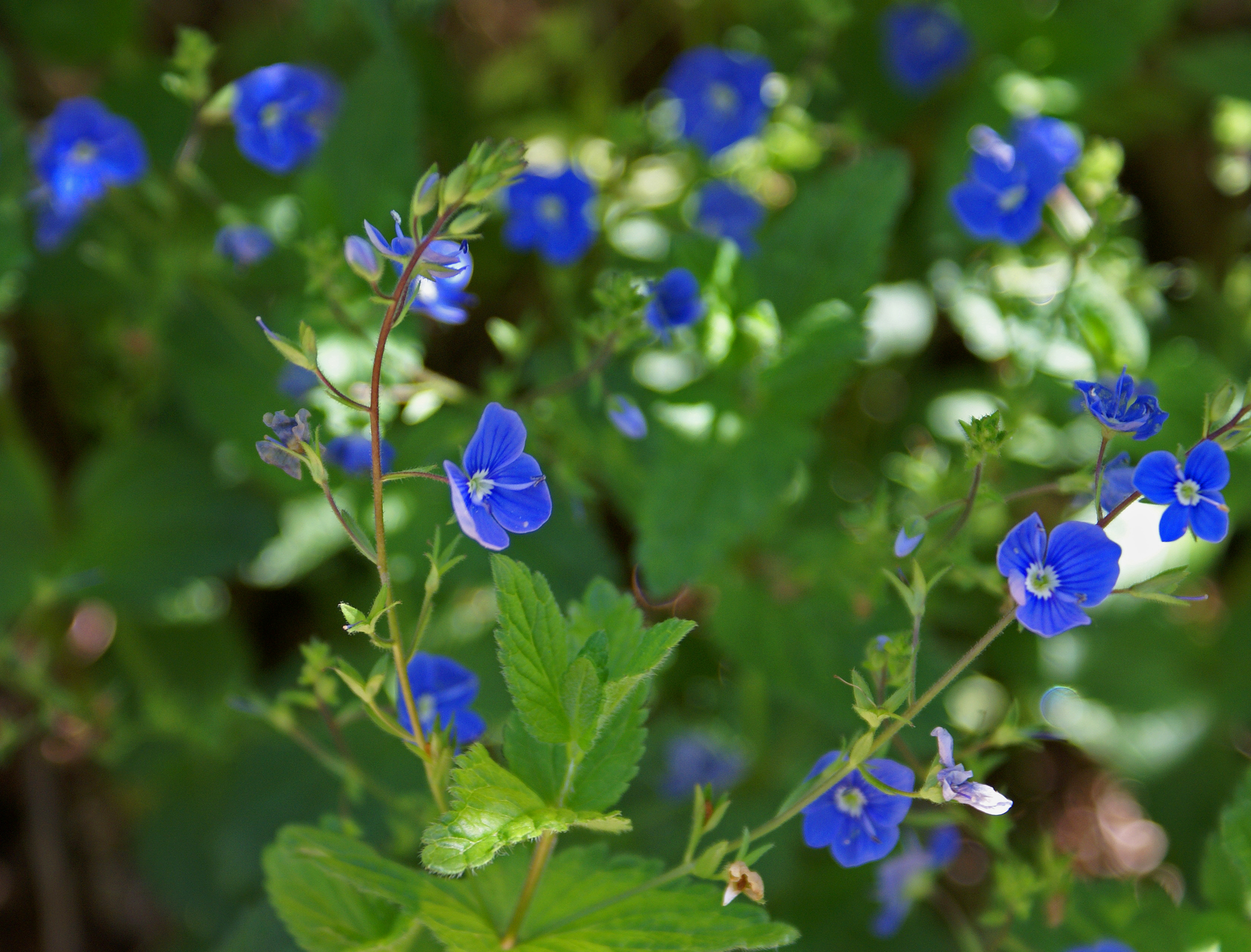
茎の上部の葉腋から総状花序を伸ばして、まばらに花をつける。
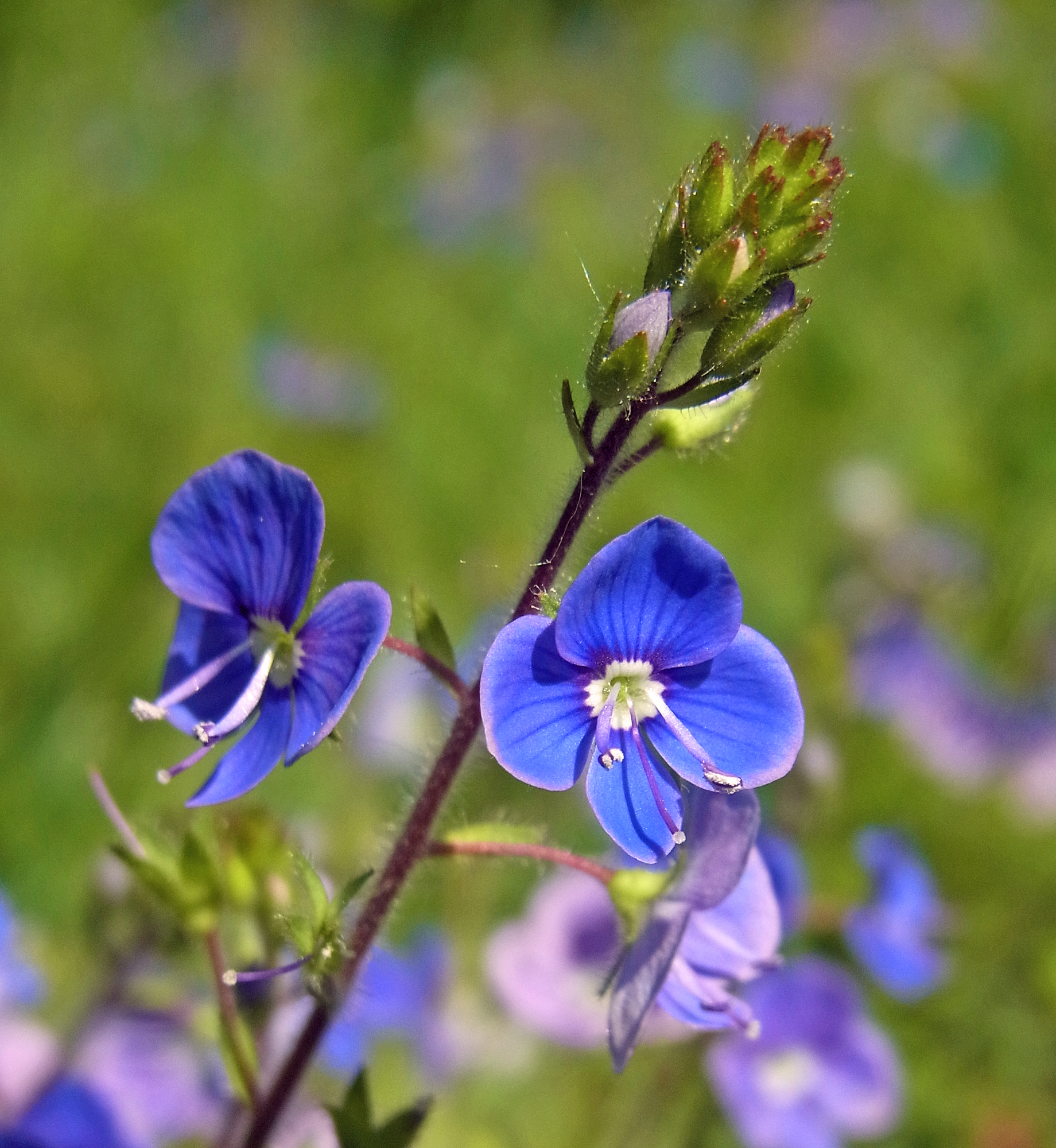
花冠は皿形になり、深く4裂し、淡青紫色になる。
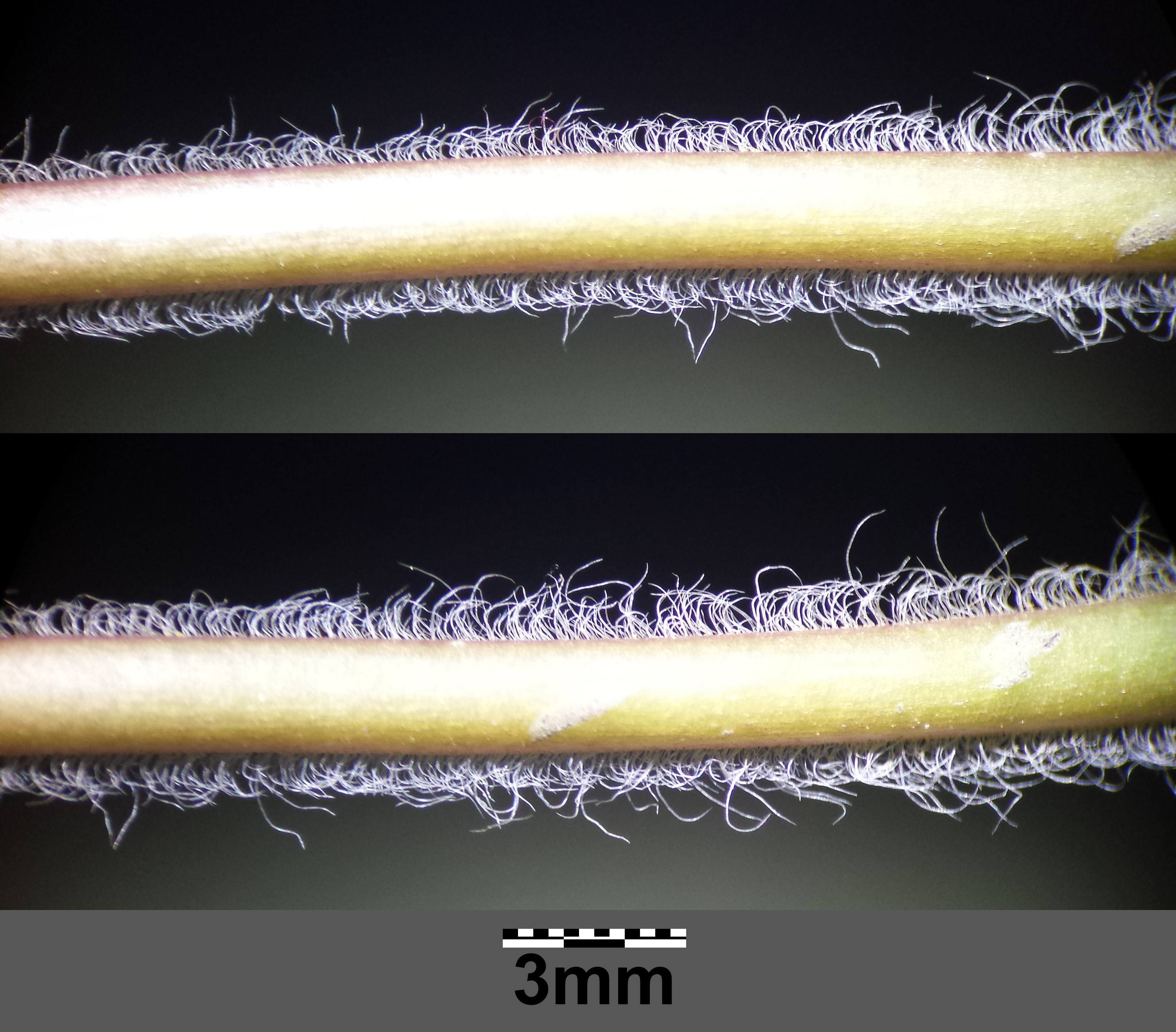
茎は細く、2列に並んだ上向きの軟毛が生える。